# Aglaophon der Jüngere
Aglaophon (altgriechisch Ἀγλαοφῶν) war ein antiker griechischer Maler, der in der zweiten Hälfte des 5. Jahrhunderts v. Chr. in Athen wirkte. Er entstammte vermutlich einer berühmten thasischen Malerfamilie und war wohl der Sohn des Aristophon und Enkel des älteren Aglaophon.
Von Plinius wird seine Akme in die 90. Olympiade, also in die Zeit um 420 v. Chr. gesetzt. Laut Satyros von Kallatis schuf er zwei Tafelbilder, sogenannte Pinakes, des Alkibiades. Das eine zeigte Alkibiades, „vom Gesicht her schöner als eine Frau“, in den Armen der Nemea sitzend. Das Bild hing zur Zeit des Pausanias in der Pinakothek der Athener Propyläen und feierte den Sieg, den Alkibiades während der Nemeischen Spiele im Wagenrennen als Besitzer der Pferde errungen hatte. Plutarch allerdings nennt dieses Bild, das wegen der dargestellten Götternähe des Alkibiades einigen Aufruhr erzeugte, ein Werk des Aristophon. Das andere stellte Alkibiades dar, der von den Personifikationen der Olympischen und der Pythischen Spiele den Siegeskranz aufgesetzt bekam.
Cicero stellte Aglaophon mit Zeuxis und Apelles in eine Reihe, um aufzuzeigen, dass Kunst und zugrundeliegendes Verständnis der Malerei bei jedem Künstler ganz unterschiedlich ausgeprägt seien und dass – bei aller Unähnlichkeit der genannten Maler untereinander – keinem in seinem persönlichen Stil etwas zu fehlen scheine.
Von Stil und Technik Aglaophons ist keine Vorstellung zu gewinnen, für seine Pferdedarstellungen war er jedoch berühmt.